# Ballus tabupumensis
Ballus tabupumensis là một loài nhện trong họ Salticidae.
Loài này thuộc chi Ballus. Ballus tabupumensis được Alexander Petrunkevitch miêu tả năm 1914.